# Мышковичи (Кировский район)
Мышковичи  (бел.  Мышкавічы ) — агрогородок в Кировском районе Могилёвской области Республики Беларусь. В составе Мышковичского сельсовета.
В соответствии с Государственной программой возрождения и развития села Беларуси Мышковичи с 2005 года приобрели статус агрогородка, до того имел статус деревни. Являлся административным центром Мышковичского сельсовета.

## География

### Расположение

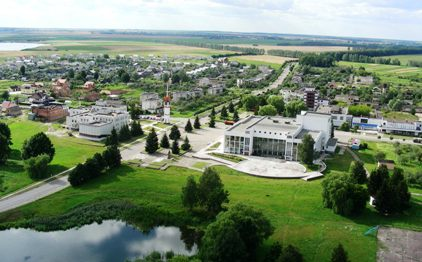
Вид с воздуха

Мышковичи находятся в 6 км на северо-восток от районного центра г. Кировска, 25 км от железнодорожной станции Березина (на линии Минск — Жлобин), 93 км от Могилёва. Через деревню проходит канал, соединённый с рекой Ола, на котором образовано водохранилище.

#### Планировка
В южной части жилой сектор имеет планировку, образованную рядом параллельных (Ковальская, Народная, Широкая, Луговая, Механизаторов и др.) и перпендикулярных (Приозерная и Олянская) до главной улицы. Застройка преимущественно традиционная, деревянная, усадебного типа.
Современное жилищно-общественное строительство ведется в северной части. В этой части жилая зона представлена двухэтажными каменными блочными домами. На перекрестке улиц Центральная и Дворцовая находится административно-общественный центр. В его составе находятся Дворец культуры, торговый центр, гостиница, административные здания (созданные под руководством Г. В. Заборского).
Центральную площадь формируют: Дворец культуры (1975 г., арх. Г. Заборский), 6-этажная гостиница, торговый центр с рестораном, магазинами, памятник К.П. Орловскому.

## Транспортная система
Транспортная связь проходит по проселочной, затем автодороге Могилёв — Бобруйск. Планировочная структура состоит из южной и северной частей, соединённых с главной планировочной осью — улицей Центральной (отрезок автодороги Кировск — Добосна), которая ориентированная с Юго-Востока на Северо-Запад.

## История

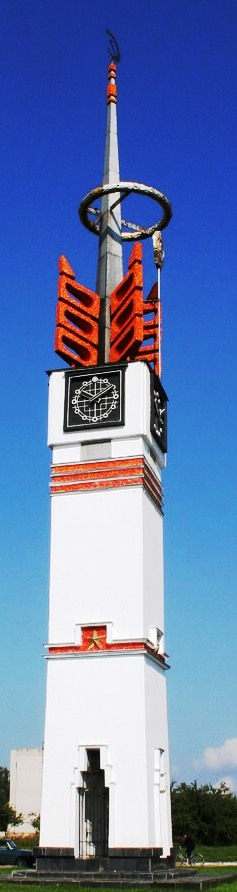
Мышковичские часы

Название деревни происходит от Мишиц, Мышко, Мышкович. В 1506 году село (2 двора) в Бобруйском старостве — великокняжеском владении в Великом Княжестве Литовском. В селе была водяная мельница.
В XVII веке известна как Мишковичи. У жителей была 1 волока (21,36 га) постоянная, 13 пустых. Платили * Чинш 1 копейку с 1 оседлой волоки, 2 дня в неделю панщина. Натуральная дань: 1 бочка ржи, 1 бочка овса, 1 воз сена, 10 возов дров, 10 горстей льна, 1 гуся, 1 курицу, 20 штук яиц, 4 камня мёда. В 1647 г. 13 дымов, пекарня, корчма. После раздела Речи Посполитой (1793) — в составе Российской империи.
В 1838 г. в Бобруйском уезде Минской губернии, 89 душ, во владении помещика.
В 1872 году в деревне насчитывалось 90 душ, входившие в Волосовичское сельское общество.
В 1863 г. открыта церковно-приходская школа в м. Качеричи. На основании переписи 1897 г. в деревне было 489 жителей.
В 1906 году 24 хозяйства, которые имели 524,80 десятин земли, входившие в Поповщинское сельское общество.
В 1907 г. в Кочеричской волости. 90 дворов, 674 жителя. В 1909 году деревня (90 дворов, 678 жителей), хутор (1 двор, 9 жителей) в Кочеричской волости Бобруйского уезда Минской губернии.
В начале 1920-х гг. открыта 4-х летняя школа.
В 1921 г. работала водяная мельница. Владелец Виктор фон Гойер, доход 2500 руб. (сведения за 1896-98 гг.)
С 30.08.1924 г. до 26.6.1954 г. центр Мышковичского сельского Совета.
В 1931 г. образован колхоз.
В Великой Отечественной войне с конца июня 1941 года до конца 1944 оккупированы немецко-фашистскими войсками. В боях около деревни погибло 26 советских воинов и партизан (похоронены в братской могиле). 132 жителя погибли на фронте и партизанской борьбе. В 1983 г. установлен в их честь мемориал Славы. На территории Мышкович находится средняя общеобразовательная школа. Основана в 1863 году в м. Кочеричи, преобразована в Мышковичскую школу в 1952 г.
После войны колхоз возглавил К. П. Орловский. В мае 1967 года за большие успехи, достигнутые в развитии сельскохозяйственного производства «Рассвету» был вручен орден Ленина. После смерти К.П. Орловского в январе 1968 г. колхоз возглавил Старовойтов В. К. 7 сентября 1977 года в Мышковичах был открыт бюст Героя Советского Союза и Героя Социалистического Труда Орловскому Кириллу Прокофьевичу.
По переписи 1959 г. 1082 жителя, в 1970 г. 1086 жителей. В 1986 г. 360 дворов, 1143 жителя.
Начали действовать машинный двор, овощной завод, швейный, молочный и колбасный цеха, столярно-слесарные мастерские, мельница, цех по разливу минеральной воды, средняя школа, торговый центр, детские ясли-сад, ресторан, гостиница, стадион, библиотека, отделение связи, общественная баня, фельдшерско-акушерский пункт, комплексно-приёмный пункт бытового обслуживания, АТС (с 1970), Дворец культуры, детская музыкальная школа. В 2002 г. 755 дворов, 1998 жителей. В 2007 г. центр СПК «Рассвет» имени К. П. Орловского.

## Население

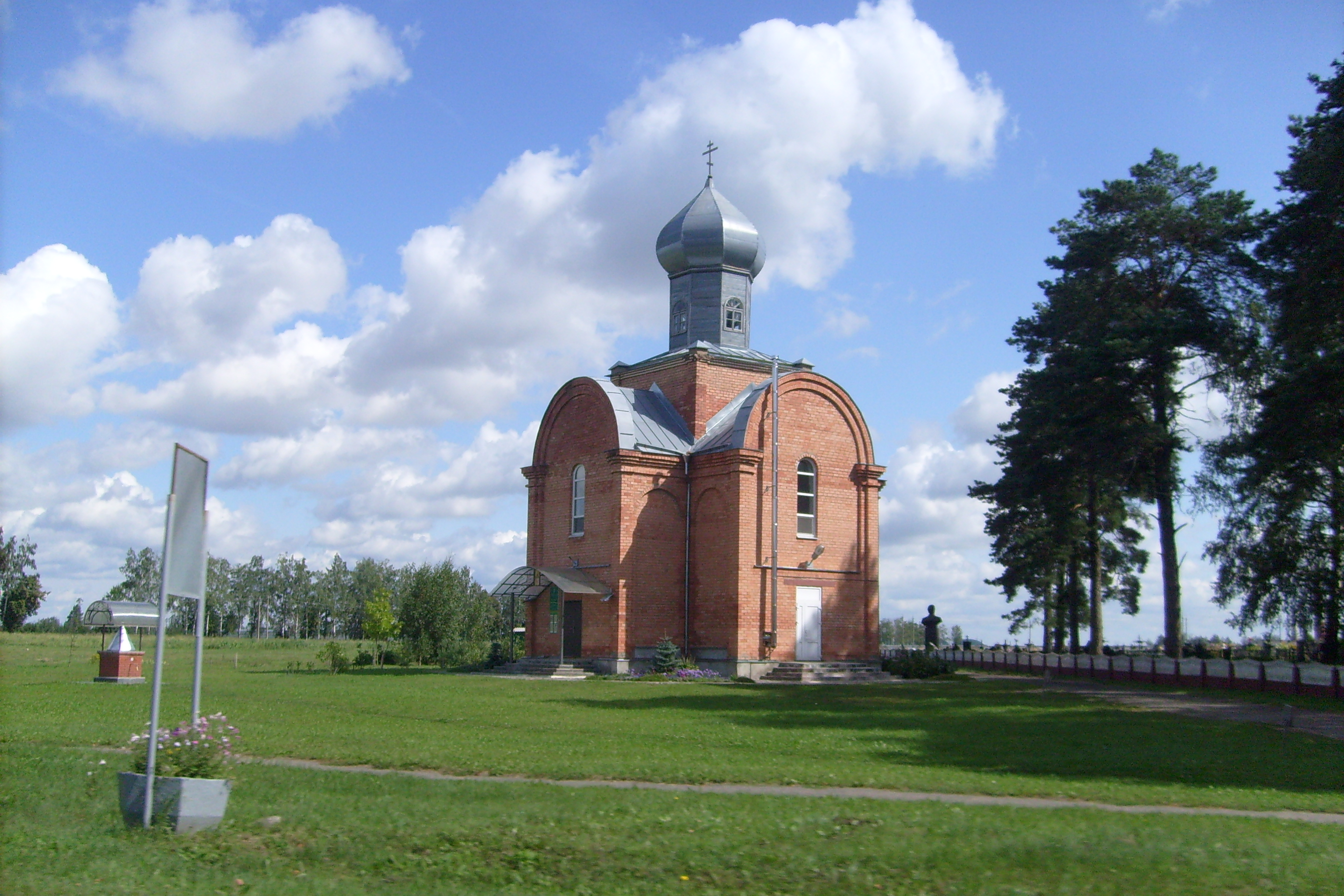
Троицкая церковь

### Численность
- 2009 год — 1889 жителей

### Динамика
- 1506 год — 2 двора
- 1647 год — 13 дворов
- 1838 год — 89 душ
- 1872 год — 90 душ по ревизии, наличных душ 114
- 1897 год — 489 жителей
- 1907 год — 90 дворов, 674 жителя
- 1909 год — 91 дворов, 687 жителей
- 1959 год — 1082 жителя
- 1986 год — 1143 жителя
- 2002 год — 755 дворов, 1998 жителей
- 2005 год — 2021 житель
- 2007 год — 2071 житель
- 2009 год — 1889 жителей

## События и мероприятия
- Традиционный мемориал по велосипедному спорту Героя Советского Союза, Героя Социалистического Труда К. П. Орловского. Проводится ежегодно
- С 15 по 17 сентября 2022 года в Кировском районе состоялось открытое первенство Могилёвской области по велосипедному спорту на шоссе памяти В. С. Белявского[2][3]

## Культура и достопримечательности

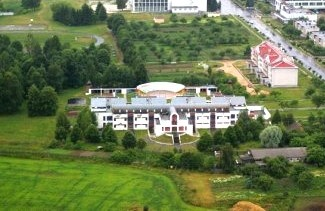
Детский сад

- Здание детского сада. На Всесоюзном смотре лучших архитектурных произведений 1987 года детский сад деревни Мышковичи (архитектор Т. Рейн, художники Х. Ганс, Л. Лапин, конструктор Р. Лумасте) был отмечен в числе 14 лучших осуществленных работ за последовательную реализацию художественного замысла, верность принципам современной архитектуры, создание целостного микромира, компактность решения интерьеров и благоустройства[4].
- Мемориал «Славы». Памятник погибшим 132 односельчанам, с именами погибших. Установлен в 1983 г.

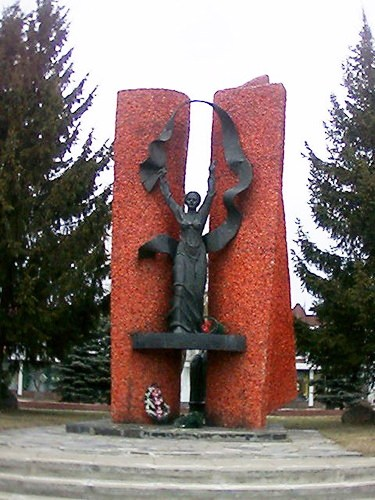
Мемориал славы

- Братская могила. Похоронены 25 воинов, которые погибли в июне 1944 года, и партизан 9-й Кировской бригады М.Е. Багатка. В 1949 году установлен памятник.
- Памятник бывшему председателю СПК «Рассвет» — Орловскому Кириллу Прокофьевичу. Создан в 1977 г. скульптор Рыжаков М., архитектор Казаков Ю.
- Могила Орловскому Кириллу Прокофьевичу (1968 г.) —  Историко-культурная ценность Республики Беларусь, шифр 513Д000461
- Дворец культуры. Современное название — Мышковичский Дом культуры, архитектор Заборский Г. В. Во Дворце находятся зрительный зал на 600 посадочных мест, библиотека, спортивный зал, артистические комнаты, танцевальный зал, помещение школы искусств, музей СПК «Рассвет» имени К. П. Орловского. Многочисленные экспонаты музея рассказывают об истории колхоза, жизни и деятельности К.П. Орловского, передовых людях села. В Доме культуры расположен зимний сад с фонтанами, где растут финиковые пальмы, банановые и лимонные деревья и другие тропические растения.

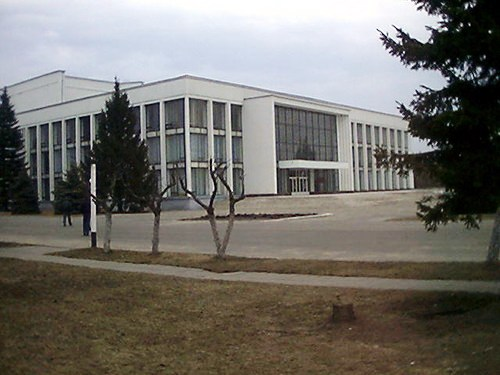
Дворец культуры

- Историко-мемориальный музей в ГУО «Мышковичская средняя школа» (расположен в здании школы, экспозиции посвящены К. П. Орловскому). Музей открыт 7 декабря 2003 года.
- Традиционный мемориал по велосипедному спорту Героя Советского Союза, Героя Социалистического Труда К. П. Орловского проводится ежегодно на территории агрогородка Мышковичи. Традиционный мемориал по велосипедному спорту на шоссе проводится ежегодно с целью увековечивания памяти Кирилла Орловского, популяризации и развития велосипедного спорта, повышения уровня спортивного мастерства, пропаганды здорового образа жизни среди населения
- Храм Святой Живоначальной троицы
- Минеральный источник на территории СПК «Рассвет» имени К. П. Орловского.

## В кинематографии
- Проходили съёмки фантастического сериала «Радар» (2024)[5]. По повести А. Мирера «Главный полдень». Режиссёр-постановщик Константин Смирнов.

## Известные лица
- Орловский, Кирилл Прокофьевич (1895—1968) — Герой Советского Союза и Герой Социалистического Труда, председатель колхоза с 1945 по 1968 год.
- Старовойтов, Василий Константинович — дважды Герой Социалистического Труда, председатель колхоза с 1968 по 1997 год.
- Рабцевич, Александр Маркович — Герой Советского Союза из бывшей деревни Лозовая Буда.
- Михнева Х. Ц. — Герой Социалистического Труда.
- Корзун Михаил Семёнович (род. 1935) — доктор исторических наук, профессор Белорусского государственного университета.
- Белявский, Владимир Анатольевич — родился 7 декабря 1969 года. Полковник, Герой Российской Федерации, командир бригады морской пехоты.